# Tomàs Ferrer i Sust
Tomàs Ferrer i Sust, àlies el Mico (el Masnou, Maresme, 29 de març de 1902 - Buenos Aires, Argentina, 27 d'agost de 1969) fou un polític català, alcalde del Masnou els anys trenta del segle xx durant la Segona República Espanyola.
Comerciant de professió. Fou polític pel partit Esquerra Republicana de Catalunya (ERC). Es presentà a les eleccions municipals espanyoles de 1931 al Masnou amb la llista d'ERC que guanyà les eleccions municipals. Fou el segon més votat de la llista. En constituir-se el consistori l'abril de 1931, fou primer tinent d'alcalde. El novembre de 1931 fou elegit alcalde del Masnou, en substitució de Francesc Maristany Millet, alcalde elegit l'abril de 1931 que deixava el càrrec per motius de salut. A les eleccions municipals catalanes de 1934 tornà a ser elegit alcalde. A partir dels Fets del sis d'octubre es disolgué el consistori i fou destituit. L'any 1936, després de la victòria de les esquerres a les eleccions generals espanyoles de 1936, se li reposà en el càrrec d'alcalde, que conservà fins al setembre de 1936, quan l'Ajuntament passà a estar controlat per la Confederació Nacional del Treball (CNT).
Durant la seva alcaldia va intentar modenitzar la vila en compliment dels principis constitucionals republicans. S'implicà en l'aprovació de l'Estatut d'Autonomia de Catalunya de 1932 ja que presidí la comissió de rebuda al cap de govern Manuel Azaña Díaz i a altres parlamentaris que lliuraren solemnement l'Estatut al president de la Generalitat el dia 25 de setembre de 1932. Va ser sotssecretari de la Federació de Municipis Catalans.
Es casà amb Paquita Terrades Curell i tingueren dos fills, Tomàs i Josep.
Durant Guerra Civil Espanyola participà en col·lectivitzacions al Masnou com la de la fàbrica de vidre La Primitiva. En acabar la guerra, es va haver d'exiliar. En la fugida cap a França, fou ferit a Figueres per un bombardeig. Ja a França, fou internat a diversos camps de concentració i romangué també a diversos hospitals, fins que l'ajut econòmic d'un amic li va permetre embarcar cap a l'Argentina. Va poder arribar a Buenos Aires, on va viure la resta de la seva vida.
A Espanya se li obrí un expedient de responsabilitats polítiques, que l'any 1941 el condemnà a la pèrdua total de béns i inhabilitació absoluta perpètua.
L'any 1998 l'Ajuntament del Masnou decidí posar el seu nom a un carrer de la vila (carrer de Tomàs Ferrer i Sust).